# Avondwake

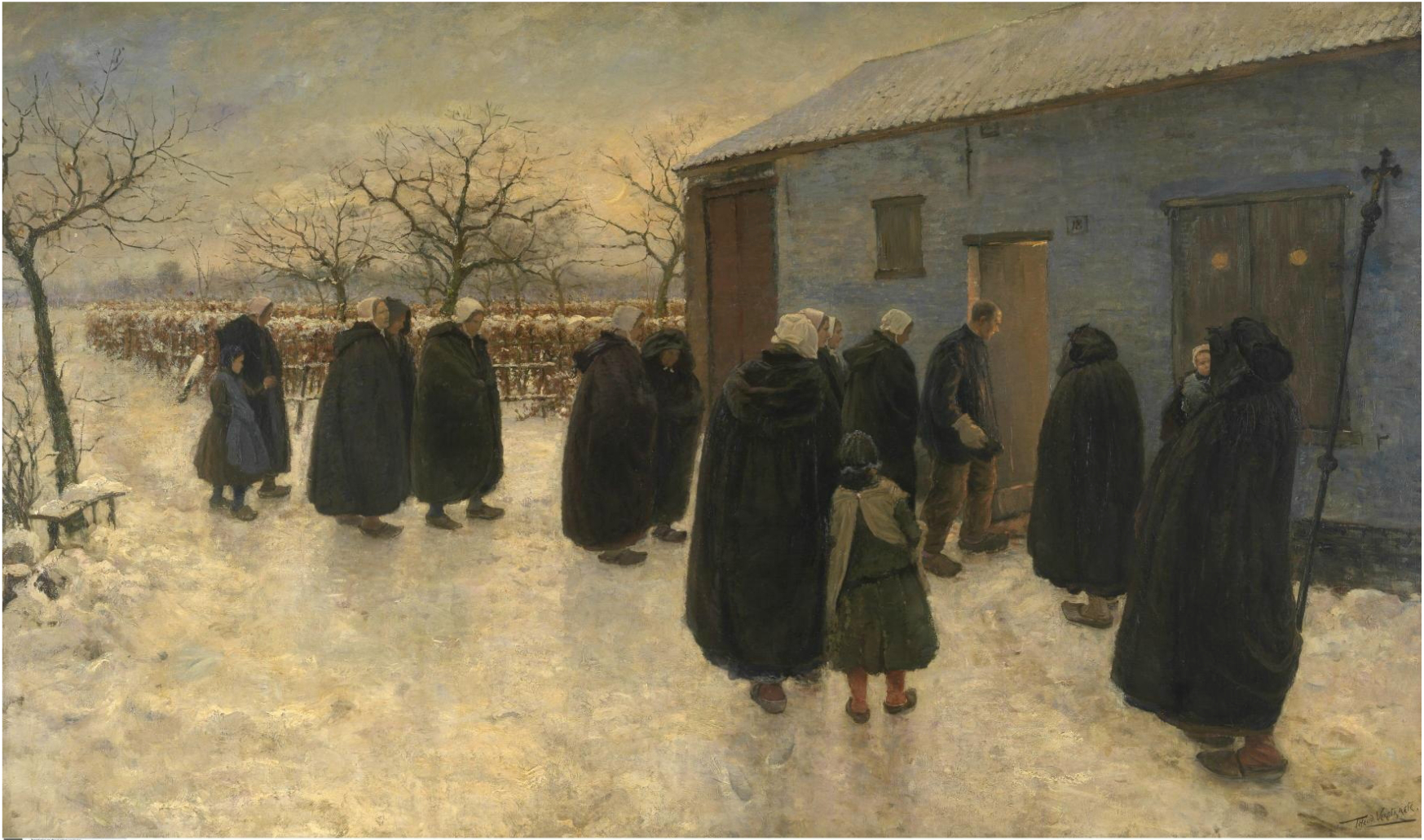
To the vigil, Theodoor Verstraete, Koninklijk Museum voor Schone Kunsten Antwerpen

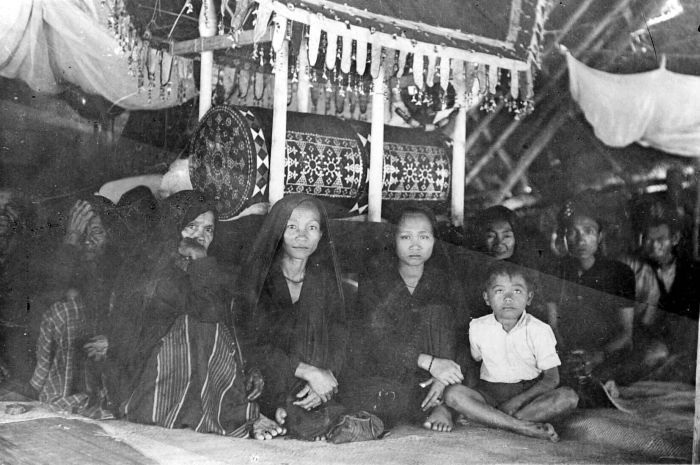
Dodenwake (met op de achtergrond de lijkrol met het lichaam van Parence Oroboea's kind) in het Mamasagebied (Toraja), Celebes, Wereldmuseum Amsterdam

Een avondwake is het gedenken van een overledene de avond voor dienst zoals een begrafenis of crematie.
In de traditie van de Rooms-Katholieke Kerk is het gebruikelijk om de avond voorafgaand aan de uitvaart een zogeheten avondwake te houden waarbij gebeden wordt voor het zielenheil van de overledene. Een avondwake wordt niet gehouden op christelijke feestdagen. Een avondwake kan zowel een strikt formeel karakter hebben als een geheel eigen invulling krijgen, en is sterk afhankelijk van de parochie.
Een avondwake wordt ook wel gehouden op de avond voorafgaand aan andere belangrijke gebeurtenissen, alsook aan de vooravond van gebeurtenissen buiten een religieuze context.
Ook in vele andere religies bestaat de traditie.
- Gemeinsame Normdatei: 4558165-4